# Céline... une seule fois : Live 2013
Albums de Céline Dion
Loved Me Back to Life
(2013) Encore un soir
(2016)
Singles
1. Celle qui m'a tout appris
Sortie : 8 avril 2014

Céline… une seule fois / Live 2013 est un album live de Céline Dion sorti le 16 mai 2014 sous forme d'un coffret de trois disques : 2 CD et un DVD ou 2 CD et un Blu-ray.

## Informations
L'enregistrement a lieu le 27 juillet 2013 sur les Plaines d'Abraham dans la ville de Québec durant le concert Céline… une seule fois,. Le CD comprend quatre titres bonus enregistrés à Paris Bercy pendant la tournée sold-out Sans Attendre en novembre et décembre 2013. Celle qui m'a tout appris sort en single en avril 2014 pour promouvoir le nouvel album,,,. La bande-annonce de Céline… une seule fois / Live 2013 est rendue public le 28 avril 2014. Le 2 mai 2014, le site officiel de la chanteuse publie quatre photos figurant dans le livret. Le 6 mai 2014, le clip live de Celle qui m'a tout appris est éditée sur la chaîne officielle Vevo de Céline Dion.

## Liste des titres
Disque 1
| No  | Titre                                                     | Auteur                                                                         | Durée |
| --- | --------------------------------------------------------- | ------------------------------------------------------------------------------ | ----- |
| 1.  | Ce n'était qu'un rêve                                     | Thérèse Dion, Céline Dion, Jacques Dion                                        | 1:37  |
| 2.  | Dans un autre monde                                       | Jean-Jacques Goldman                                                           | 4:09  |
| 3.  | Parler à mon père                                         | Jacques Veneruso                                                               | 3:00  |
| 4.  | It's All Coming Back to Me Now/The Power of Love (Medley) | Jim Steinman/Candy DeRouge, Gunther Mende, Mary Susan Applegate, Jennifer Rush | 9:26  |
| 5.  | On ne change pas                                          | Goldman                                                                        | 4:27  |
| 6.  | Destin                                                    | Goldman                                                                        | 3:17  |
| 7.  | Qui peut vivre sans amour ?                               | Élodie Hesme, David Gategno                                                    | 3:26  |
| 8.  | Je crois toi                                              | Goldman                                                                        | 5:41  |
| 9.  | La mer et l'enfant                                        | Fabien Marsaud, Gategno                                                        | 3:07  |
| 10. | Celle qui m'a tout appris                                 | Nina Bouraoui, Veneruso                                                        | 3:52  |
| 11. | Terre                                                     | Erick Benzi                                                                    | 4:05  |
| 12. | J'irai où tu iras (duo avec Jean-Marc Couture)            | Goldman                                                                        | 3:42  |
| 13. | Bozo                                                      | Félix Leclerc                                                                  | 3:08  |
| 14. | Je n'ai pas besoin d'amour                                | Jean-Pierre Ferland, Daniel Mercure                                            | 3:51  |
| 15. | S'il suffisait d'aimer                                    | Goldman                                                                        | 4:40  |
| 16. | L'amour existe encore                                     | Luc Plamondon, Riccardo Cocciante                                              | 4:15  |

Disque 2
| No  | Titre                                                         | Auteur                                                                  | Durée |
| --- | ------------------------------------------------------------- | ----------------------------------------------------------------------- | ----- |
| 1.  | All by Myself                                                 | Eric Carmen, Sergueï Rachmaninov                                        | 4:50  |
| 2.  | Je sais pas                                                   | Goldman, J Kapler                                                       | 6:10  |
| 3.  | Je danse dans ma tête/Des mots qui sonnent/Incognito (Medley) | Plamondon, Romano Musumarra, Aldo Nova, Marty Simon, Jean-Alain Roussel | 8:14  |
| 4.  | Love Can Move Mountains/River Deep, Mountain High (Medley)    | Diane Warren/Phil Spector, Jeff Barry, Ellie Greenwich                  | 6:07  |
| 5.  | My Heart Will Go On                                           | James Horner, Will Jennings                                             | 6:41  |
| 6.  | Pour que tu m'aimes encore                                    | Goldman                                                                 | 5:08  |
| 7.  | Loved Me Back to Life                                         | Hasham Hussain, Denarius Motes, Sia Furler                              | 4:47  |
| 8.  | Le miracle                                                    | Marie Bastide, Gioacchino Maurici                                       | 4:33  |
| 9.  | Tout l'or des hommes (titre bonus)                            | Veneruso                                                                | 2:50  |
| 10. | Un garçon pas comme les autres (Ziggy) (titre bonus)          | Plamondon, Michel Berger                                                | 3:46  |
| 11. | Water and a Flame (titre bonus)                               | Francis « Eg » White, Daniel Merriweather                               | 3:51  |
| 12. | Regarde-moi (titre bonus)                                     | Goldman                                                                 | 4:02  |

DVD / Blu-ray
| No  | Titre                                                         | Auteur                                     | Durée |
| --- | ------------------------------------------------------------- | ------------------------------------------ | ----- |
| 1.  | Ce n'était qu'un rêve                                         | T. Dion, C. Dion, J. Dion                  | 1:38  |
| 2.  | Dans un autre monde                                           | Goldman                                    | 4:06  |
| 3.  | Parler à mon père                                             | Veneruso                                   | 2:59  |
| 4.  | It's All Coming Back to Me Now/The Power of Love (Medley)     | Steinman/DeRouge, Mende, Applegate, Rush   |       |
| 5.  | On ne change pas                                              | Goldman                                    | 4:25  |
| 6.  | Destin                                                        | Goldman                                    | 3:18  |
| 7.  | Qui peut vivre sans amour ?                                   | Hesme, Gategno                             | 3:27  |
| 8.  | Je crois toi                                                  | Goldman                                    | 4:53  |
| 9.  | La mer et l'enfant                                            | Marsaud, Gategno                           | 3:53  |
| 10. | Celle qui m'a tout appris                                     | Bouraoui, Veneruso                         | 3:53  |
| 11. | Terre                                                         | Benzi                                      | 4:04  |
| 12. | J'irai où tu iras (duo avec Jean-Marc Couture)                | Goldman                                    | 3:43  |
| 13. | Bozo                                                          | Leclerc                                    | 3:03  |
| 14. | Je n'ai pas besoin d'amour                                    | Ferland, Mercure                           | 3:55  |
| 15. | S'il suffisait d'aimer                                        | Goldman                                    | 4:36  |
| 16. | L'amour existe encore                                         | Plamondon, Cocciante                       | 4:17  |
| 17. | All by Myself                                                 | Carmen, Rachmaninoff                       | 4:53  |
| 18. | Je sais pas                                                   | Goldman, Kapler                            | 6:01  |
| 19. | Je danse dans ma tête/Des mots qui sonnent/Incognito (Medley) | Plamondon, Musumarra, Nova, Simon, Roussel |       |
| 20. | Love Can Move Mountains/River Deep, Mountain High (Medley)    | Warren, Greenwich, Barry, Spector          |       |
| 21. | My Heart Will Go On                                           | Horner, Jennings                           | 6:34  |
| 22. | Pour que tu m'aimes encore                                    | Goldman                                    | 5:14  |
| 23. | Loved Me Back to Life                                         | Hussain, Motes, Furler                     | 4:49  |
| 24. | Le miracle                                                    | Bastide, Maurici                           | 5:54  |
| 25. | Générique                                                     |                                            | 2:41  |

## Certifications
| Pays   | Association | Certification | Ventes/Équivalence |
| ------ | ----------- | ------------- | ------------------ |
| France | SNEP        | or            | 50 000             |

## Distribution
| Pays                                            | Date        | Label    | Format           | Catalogue |
| ----------------------------------------------- | ----------- | -------- | ---------------- | --------- |
| Allemagne, Autriche, Belgique, Pays-Bas, Suisse | 16 mai 2014 | Columbia | 2CD/DVD          |           |
| Allemagne, Autriche, Belgique, Pays-Bas, Suisse | 16 mai 2014 | Columbia | 2CD/Blu-ray      |           |
| Canada, Espagne, France, Portugal, Royaume-Uni  | 19 mai 2014 | Columbia | 2CD/DVD, Digital |           |
| Canada, Espagne, France, Portugal, Royaume-Uni  | 19 mai 2014 | Columbia | 2CD/Blu-ray      |           |
| Italie, Pologne,                                | 20 mai 2014 | Columbia | 2CD/DVD          |           |
| Italie, Pologne,                                | 20 mai 2014 | Columbia | 2CD/Blu-ray      |           |